# Omo (archäologische Stätte)
Omo ist eine archäologische Stätte des Tiwanaku-Staats in Peru. Sie ist die größte Tiwanaku-Stätte in der Region Moquegua. Nach dem Anthropologen Paul S. Goldstein gebe es einen eigenen keramischen Substil dieser Tiwanaku-Enklave in Moquegua. Außerdem könne jeder Migrationsstrom aus Tiwanaku mit spezifischen Siedlungs- und Berufspraktiken in Verbindung gebracht werden. Dieser Omo-Stil umfasste nach Goldstein 15 Standortkomponenten mit einer Gesamtfläche von 28,7 Hektar im mittleren Moquegua-Tal.